# Myospalax
Myospalax és un gènere de rosegadors de la família dels espalàcids. Tenen un cos de 16–27 cm i una cua de 3–19 cm. Pesen 150-550 g. Les femelles donen a llum entre quatre i sis cries per ventrada a la primavera (març i abril). El seu pelatge pot ser gris, marró grisenc o groc vermellós. Algunes espècies tenen una franja més clara al cap. Tenen ulls i orelles visibles però petits. Viuen al centre-nord d'Àsia.